# Thais Carla
Thais Carla da Rocha dos Santos (Nova Iguaçu, 15 de outubro de 1991) é uma dançarina, coreógrafa, bailarina, influenciadora digital, ativista e cantora brasileira. É conhecida por seu ativismo contra o estigma social da obesidade.

## Biografia e carreira
Thais Carla da Rocha dos Santos nasceu em Nova Iguaçu, Rio de Janeiro, em 15 de outubro de 1991. Dos quatro aos dezesseis anos, estudou balé clássico. Aos quatorze, fundou com sua irmã a Academia Studio de Dança Simone Rocha. Em 2009, participou do quadro Se Vira nos 30, do programa Domingão do Faustão, da TV Globo, e ganhou o prêmio de 15 mil reais ao dançar uma música de hip hop. Desde então, participou de diversos programas, como Eliana, Programa Raul Gil e O Melhor do Brasil.
Em 2012, entrou para o balé do programa Legendários, onde tinha o nome de "Gordinha Esquema", e ficou lá por cerca de quatro anos. Uma notícia do OFuxico na época a descreve como "destaque" e "sucesso" do programa. Em 2015, participou do Além do Peso. Fez parte do grupo de dançarinas da cantora Anitta de 2017 a 2019. Desde então, tornou-se figura notável nos camarotes durante o Carnaval, incluindo o de Salvador. No dia 18 de novembro de 2021, participou do São Paulo Fashion Week. Em janeiro de 2022, lançou uma minicoleção de biquínis cortininha para pessoas gordas. Thais também é sócia e proprietária da Alitasex, marca de produtos sensuais com linha exclusiva de lingeries e fantasias para pessoas gordas.
No dia 5 de janeiro de 2024, Thais anunciou sua carreira como cantora, lançando sua primeira canção, "Não Pode Opinar".

### Processos
Thais recebe ataques gordofóbicos constantemente de usuários da internet. Segundo ela, processos judiciais é o caminho contra esses ataques: "Quem me difama atrapalha meu trabalho".
Em outubro de 2021, o humorista Leo Lins foi condenado a pagar 5 mil reais por danos morais em um processo judicial que Thais moveu contra ele por gordofobia. Ela declarou: "Me ridicularizou com diversas frases preconceituosas e gordofóbicas. Essa foi a primeira vez que um juiz deferiu diretamente a condenação pela violação de gordofobia em primeiro plano, o que é um excelente ganho para todas [as] pessoas gordas." Em março de 2022, ganhou uma liminar na Justiça obrigando o apresentador Danilo Gentili a apagar de suas redes sociais fotos da dançarina — ela havia entrado com um processo por gordofobia, danos morais e uso indevido das imagens nas postagens.
Thais processou o cineasta Pietro Krauss por utilizar sua imagem sem autorização, já que, após isso, ela teria sido hostilizada de forma recorrente nos comentários. Além de solicitar a exclusão do vídeo, sob pena de multa, a influencer pediu uma indenização de 15 mil reais. Em setembro de 2022, a Justiça negou o pedido de antecipação de tutela feito por Thais e manteve o vídeo no ar. Em 20 de setembro de 2024, a ação foi julgada improcedente, com o entendimento de que o vídeo abordava um tema de interesse público sem ofensa pessoal. Thais recorreu alegando falta de recursos, mas o Tribunal de Justiça da Bahia manteve a decisão, reconhecendo a liberdade de expressão de Pietro. Em segunda instância, Thais sofreu nova derrota, e a decisão foi confirmada. Ela foi condenada ao pagamento de honorários de 20% do valor da causa, suspensos pela gratuidade de Justiça. Em junho de 2025, a 5ª Turma Recursal do Tribunal de Justiça da Bahia negou por unanimidade o último recurso apresentado pela influenciadora e homologou a decisão anterior, encerrando o processo de forma definitiva em favor do cineasta.
Em maio de 2022, anunciou que havia processado a técnica de enfermagem Letícia Bastos, que criticou algumas de suas falas sobre gordofobia. Em janeiro de 2023 Letícia Bastos afirmou nas suas redes sociais ter ganho o processo. Thais Carla desmentiu, afirmando que Letícia havia sido obrigada pelo juiz a apagar todos os posts relacionados a ela nas redes sociais.
Em 5 de fevereiro de 2023, dias antes do Carnaval, Thais publicou nas redes sociais uma foto fantasiada de Globeleza. O deputado federal bolsonarista Nikolas Ferreira respondeu "Tiraram a beleza e ficou só o Globo". Devido à postagem, foi acusado de gordofobia. Depois das críticas, gravou um vídeo irônico dizendo: "Onde eu estava com a cabeça de chamar uma gorda de gorda? Eu deveria ter tratado a obesidade como romance, como empoderamento, e não como doença. Onde já se viu, [no] século 21 ter opinião própria, né?". Em seguida, postou uma foto montada em que simula o próprio rosto em um corpo gordo e escreveu: "Pronto, agora tenho lugar de fala". As advogadas de Thais informaram que iriam acionar o deputado pedindo indenização de 52 mil reais por danos morais e uso indevido de imagem.
Em outubro de 2024, o Ministério Público da Bahia abriu um processo contra Thaís Carla por promover jogos de azar.

## Vida pessoal
Thais é conhecida por sua militância a favor das pessoas gordas e lutar contra a gordofobia. Nas redes sociais, publica fotos de biquíni e demonstra autoestima. Sua carreira na internet tem o objetivo de incentivar mulheres gordas a se aceitarem. Thais é casada com o fotógrafo Israel Reis desde 2016 e tem duas filhas. Morou em Salvador com a família até 2021, quando se mudou no final do ano para o interior de São Paulo para ficar mais perto de sua loja. Em maio de 2022, anunciou que retornaria à Bahia.

## Prêmios e indicações
| Ano  | Premiação             | Categoria   | Resultado | Ref.   |
| ---- | --------------------- | ----------- | --------- | ------ |
| 2022 | MTV Millennial Awards | Saúde Tá Ok | Venceu    | [ 26 ] |